# الأربعين (الحديدة)

تعديل مصدري - تعديل

الأربعين هي إحدى قرى مديرية زبيد، التابعة لمحافظة الحديدة اليمنية، بلغ تعداد سكانها 1620 نسمة حسب الإحصاء الذي أجري عام 2004.